# Charles L. Scott

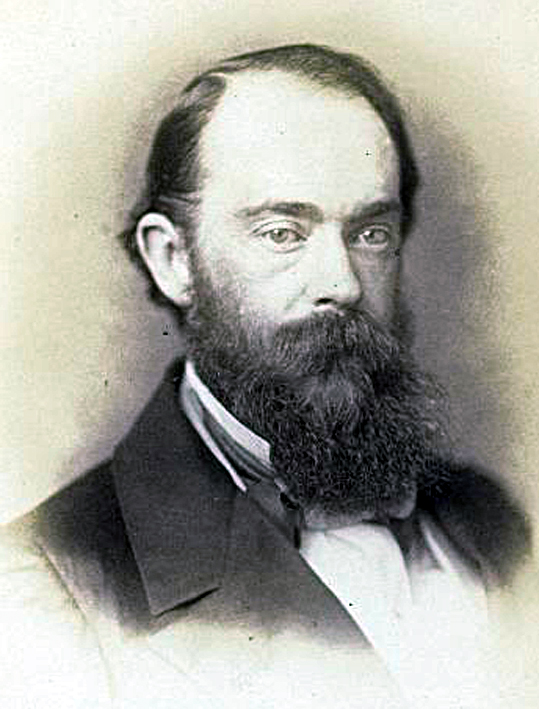
Charles L. Scott (1859)

Charles Lewis Scott (* 23. Januar 1827 in Richmond, Virginia; † 30. April 1899 bei Mount Pleasant, Alabama) war ein US-amerikanischer Politiker. Zwischen 1857 und 1861 vertrat er den Bundesstaat Kalifornien im US-Repräsentantenhaus.

## Werdegang
Charles Scott besuchte die öffentlichen Schulen seiner Heimat sowie die Richmond Academy. Danach studierte er bis 1846 am College of William & Mary in Williamsburg. Nach einem anschließenden Jurastudium und seiner 1847 erfolgten Zulassung als Rechtsanwalt begann er in Richmond in diesem Beruf zu arbeiten. Während des Goldrauschs zog er im Jahr 1849 nach Kalifornien, wo er ebenfalls nach Gold suchte. Seit 1851 praktizierte er in Sonora als Anwalt. Gleichzeitig schlug er als Mitglied der Demokratischen Partei eine politische Laufbahn ein. Zwischen 1854 und 1856 saß er als Abgeordneter in der California State Assembly.
Bei den Kongresswahlen des Jahres 1856 wurde Scott im zweiten Wahlbezirk von Kalifornien in das US-Repräsentantenhaus in Washington, D.C. gewählt, wo er am 4. März 1857 die Nachfolge von Philemon T. Herbert antrat. Nach einer Wiederwahl konnte er bis zum 3. März 1861 zwei Legislaturperioden im Kongress absolvieren. Diese waren von den Ereignissen im unmittelbaren Vorfeld des Bürgerkrieges geprägt. Im Jahr 1860 verzichtete Scott auf eine erneute Kongresskandidatur.
Während des Bürgerkrieges diente er als Major im Heer der Konföderation. Zwischen 1869 und 1879 arbeitete er im Wilcox County in Alabama in der Landwirtschaft. Außerdem wurde er journalistisch tätig. Zwischen 1868 und 1896 war Scott Delegierter zu allen Democratic National Conventions. Von 1885 bis 1889 war er als Nachfolger von Jehu Baker amerikanischer Gesandter und Konsul in Venezuela. Danach betätigte er sich wieder in der Landwirtschaft. Er starb am 30. April 1899 in Mount Pleasant.
Über seinen Sohn Robert Gormain Scott (1860–1927) war er der Großvater des späteren amerikanischen Generalmajors Charles L. Scott (1883–1954).